# Jacobsthalsumma
Inom talteori är Jacobsthalsummor ett visst slags ändliga summor relaterade till Legendres symbol och Gaussummor. De introducerades av Ernst Jacobsthal 1907.

## Definition
Jacobsthalsumman definieras som
{\displaystyle \phi _{n}(a)=\sum _{m{\bmod {p}}}{\binom {m(m^{n}+a)}{p}}}
där p är ett primtal och () är Legendresymbolen.